# Rhipidomys modicus
Rhipidomys modicus (Thomas, 1926) è un roditore della famiglia dei Cricetidi endemico del Perù.

## Descrizione

### Dimensioni
Roditore di piccole dimensioni, con la lunghezza della testa e del corpo tra 130 e 165 mm, la lunghezza della coda di 176 mm, la lunghezza del piede tra 28 e 30 mm, la lunghezza delle orecchie di 35,5 mm.

### Aspetto
La pelliccia è corta e ruvida. Le parti dorsali variano dal giallastro al bruno-rossastro con striature scure, mentre le parti ventrali sono bianche con la base dei peli grigia e una macchia arancione spesso presente sul petto. Le orecchie sono piccole. I piedi sono relativamente grandi e larghi, con una larga macchia scura dorsale che si estende spesso fin sulle dita. La coda è più lunga della testa e del corpo, è uniformemente brunastra, cosparsa finemente di peli e con un ciuffo all'estremità.

## Biologia

### Comportamento
È una specie arboricola.

### Alimentazione
Si nutre di semi.

## Distribuzione e habitat
Questa specie è diffusa nelle vallate andine del Perù settentrionale e centrale.
Vive nelle boscaglie in prossimità di corsi d'acqua tra 700 e 1.800 metri di altitudine.

## Conservazione
La IUCN Red List, considerato il vasto areale, classifica R.modicus come specie a rischio minimo (Least Concern).